# Get Rich or Die Tryin'
Get Rich or Die Tryin' je debutové studiové album amerického rappera 50 Centa. Bylo vydáno 11. února 2003 u společnosti Interscope Records pod labely Aftermath Entertainment a Shady Records. Toto 8x platinové album na dlouhou dobu obsadilo první příčku The Billboard 200 a celosvětově se ho prodalo 13 milionů kusů.
Díky GRODT, které znovu dostalo Hip hop masově do hitparád, nastal comeback žánru zvaný gangsta rap. Album je dnes považováno za klasické. Stejný název nese i jeho film z roku 2005.

## O Albu
Tím, že se single "In Da Club" stal "#1" hitem na "Billboard Chart" v roce 2003, to bylo poprvé od roku 1994, kdy měl jeden umělec "#1" album i single zároveň.
Kvůli svému obsahu muselo být album vydáno i ve speciální cenzurované verzi (kvůli rýmům o drogách a násilí).
Album obsahuje několik "diss tracků" na rappery jako jsou Ja Rule, Cadillac Tah a Black Child, také na businessmana jménem Irv Gotti.
Píseň "Back Down" byla časopisem "XXL" zařazena mezi nejlepší diss tracky vůbec.
Na albu hostují: Eminem, Nate Dogg, a také členové skupiny G-Unit (Tony Yayo, Lloyd Banks, Young Buck).

### Singly
Singly "In da Club" a "21 Questions" se vyšplhaly na první místo v US žebříčku Billboard Hot 100 a staly se multiplatinovými, velký úspěch zaznamenaly i v dalších zemích.
Třetí singl "P.I.M.P." se umístil na třetí příčce žebříčku Hot 100 a získal zlatou certifikaci. Posledním singlem byla píseň "If I Can't", která se umístila v druhé polovině žebříčku. Ke všem singlům byly vydány videoklipy.

## Po vydání
Alba se prodalo 872 000 první týden a 822 000 druhý týden prodeje v USA. Za první tři týdny se prodalo přes dva miliony kusů a s bilancí prodeje přes 500 000 za týden, to se naposledy povedlo, v roce 2000, skupině Backstreet Boys. Album si udrželo svou #1 pozici celých šest týdnů. Do konce roku se alba prodalo 6 milionů kusů v USA. Celkově v USA přes 8 milionů a nakonec celosvětově okolo 13 milionů.

## Seznam skladeb
| Pořadí | Název                                    | Hudba                                    | Délka |
| ------ | ---------------------------------------- | ---------------------------------------- | ----- |
| 1.     | Intro                                    |                                          | 0:06  |
| 2.     | What Up Gangsta                          | Rob "Reef" Tewlow                        | 2:59  |
| 3.     | Patiently Waiting (ft. Eminem)           | Eminem                                   | 4:48  |
| 4.     | Many Men (Wish Death)                    | Darrell "Digga" Branch                   | 4:16  |
| 5.     | In da Club                               | Dr. Dre, Mike Elizondo (co.)             | 3:13  |
| 6.     | High All the Time                        | DJ Rad, Eminem (co.), Sha Money XL (co.) | 4:29  |
| 7.     | Heat                                     | Dr. Dre                                  | 4:14  |
| 8.     | If I Can't                               | Dr. Dre, Mike Elizondo (co.)             | 3:16  |
| 9.     | Blood Hound (ft. Young Buck)             | Sean Blaze                               | 4:00  |
| 10.    | Back Down                                | Dr. Dre                                  | 4:03  |
| 11.    | P.I.M.P.                                 | Mr. Porter                               | 4:09  |
| 12.    | Like My Style (ft. Tony Yayo)            | Rockwilder                               | 3:13  |
| 13.    | Poor Lil Rich                            | Sha Money XL                             | 3:19  |
| 14.    | 21 Questions (ft. Nate Dogg)             | Dirty Swift                              | 3:44  |
| 15.    | Don't Push Me (ft. Lloyd Banks & Eminem) | Eminem                                   | 4:08  |
| 16.    | Gotta Make It to Heaven                  | Megahertz                                | 4:01  |

| Deluxe Edition | Deluxe Edition     | Deluxe Edition          | Deluxe Edition |
| Pořadí         | Název              | Hudba                   | Délka          |
| -------------- | ------------------ | ----------------------- | -------------- |
| 17.            | Wanksta            | John "J-Praize" Freeman | 3:39           |
| 18.            | U Not Like Me      | Red Spyda               | 4:15           |
| 19.            | Life's on the Line | Terence Dudley          | 3:38           |

## Mezinárodní žebříčky
- U.S. Billboard 200 - 1. místo
- U.S. Billboard Top RnB/Hip-Hop Albums - 1. místo
- Canadian Albums Chart - 1. místo
- U.K. Albums Chart - 2. místo
- Belgian-Flanders Albums Chart - 3. místo
- New Zealand Albums Chart - 3. místo
- Australian Albums Chart - 4. místo
- Dutch Albums Chart - 5. místo
- Norwegian Albums Chart - 5. místo
- Danish Albums Chart - 6. místo
- Swedish Albums Chart - 8. místo
- Swiss Albums Chart - 8. místo
- French Albums Charts - 12. místo